# Store Brøndum (parochie)
Store Brøndum is een parochie van de Deense Volkskerk in de Deense gemeente Rebild. De parochie maakt deel uit van het bisdom Aalborg en telt 355 kerkleden op een bevolking van 383 (2004).
Historisch was de parochie deel van Hellum Herred. In 1970 werd de parochie opgenomen in de toen gevormde gemeente Skørping, die in 2007 opging in Rebild.
Aarestrup · Bælum · Blenstrup · Buderup · Durup · Fræer · Gerding · Gravlev · Grynderup · Lyngby · Øster Hornum · Rørbæk · Siem · Skibsted · Skørping · Skørping Nykirke Kirkedistrikt · Solbjerg · Sønderup · Sørup · Stenild · Store Brøndum · Suldrup · Terndrup · Torup · Veggerby